# Comitê Paralímpico Georgiano
O Comitê Paralímpico Georgiano é o Comitê Paralímpico Nacional da Geórgia que representa o país no Movimento Paralímpico. Esta instituição é uma organização sem fins lucrativos que seleciona as equipes de atletas paralímpicos e levanta os fundos necessários para enviar os competidores georgianos para participar dos eventos paralímpicos organizados pelo Comitê Paralímpico Internacional.
Giorgi Chakvetadze é o atual presidente da organização. Irma Khetsuriani, um membro da equipe nacional da Geórgia de esgrima em cadeira de rodas, trabalha para o Comitê Paralímpico Georgiano como gerente de escritório.

## História
O Comitê Paralímpico Nacional do país foi criado no ano de 2003. A Geórgia enviou seus competidores, pela primeira vez, para participar dos Jogos Paralímpicos em 2008. David Maisuradze esteve no comando da organização entre os anos de 2003 e 2011. Em 2011, a organização aprovou uma nova carta e, Levan Odisharia tornou-se o novo presidente, ele permaneceu com seu mandato neste cargo até ser substituído por Giorgi Chakvetadze. Em 2013, o Comitê Paralímpico Georgiano assinou um memorando de entendimento com o Ministério da Defesa da Geórgia, com o objetivo de integrar os soldados feridos nos programas paralímpicos do país. No ano de 2014, a atleta queniana e, competidora do atletismo em cadeira de rodas, tonto em pistas como em campos, Anne Walufa Strike visitou o Comitê Paralímpico Georgiano como parte integrante da equipe da Fundação Agitos WoMentoring. Ela estava lá para orientar Revazishvili, um competidor equestre.